# Acacia erythrophloea
Acacia erythrophloea é uma espécie de leguminosa do gênero Acacia, pertencente à família Fabaceae.